# Municipio de Meridian (Illinois)
El municipio de Meridian (en inglés: Meridian Township) es un municipio ubicado en el condado de Clinton en el estado estadounidense de Illinois. En el año 2010 tenía una población de 547 habitantes y una densidad poblacional de 5,73 personas por km².

## Geografía
El municipio de Meridian se encuentra ubicado en las coordenadas 38°36′13″N 89°12′4″O / 38.60361, -89.20111. Según la Oficina del Censo de los Estados Unidos, el municipio tiene una superficie total de 95.54 km², de la cual 95,36 km² corresponden a tierra firme y (0,18 %) 0,17 km² es agua.

## Demografía
Según el censo de 2010, había 547 personas residiendo en el municipio de Meridian. La densidad de población era de 5,73 hab./km². De los 547 habitantes, el municipio de Meridian estaba compuesto por el 97,81 % blancos, el 0,91 % eran amerindios, el 0,37 % eran asiáticos, el 0,18 % eran isleños del Pacífico, el 0,18 % eran de otras razas y el 0,55 % eran de una mezcla de razas. Del total de la población el 1,46 % eran hispanos o latinos de cualquier raza.